# 의정부예술의전당
의정부예술의전당은 경기도 의정부시 의정로 1에 있는 문화 예술 공연장이다.

## 연혁
- 2001년 4월 개관.
- 2019년 11월 11일 의정부문화재단으로 확대 개편.
- 2022년 1월 리모델링로 휴관.
- 2024년 1월 재개관